# Stor-Nästjärnen
Stor-Nästjärnen är en sjö i Åre kommun i Jämtland och ingår i Indalsälvens huvudavrinningsområde.